# Monsieur Jean (Vailland)
 (septembre 2024).
- Si vous ne connaissez pas le sujet, laissez ce bandeau (vous pouvez alors contacter les auteurs).
- Si vous supprimez le contenu mis en cause (vous pouvez préalablement contacter les auteurs),

argumentez précisément cette suppression dans la page de discussion
(un manque de référence n'est pas un argument ; une recherche réelle de référence doit avoir été effectuée, être formellement documentée).

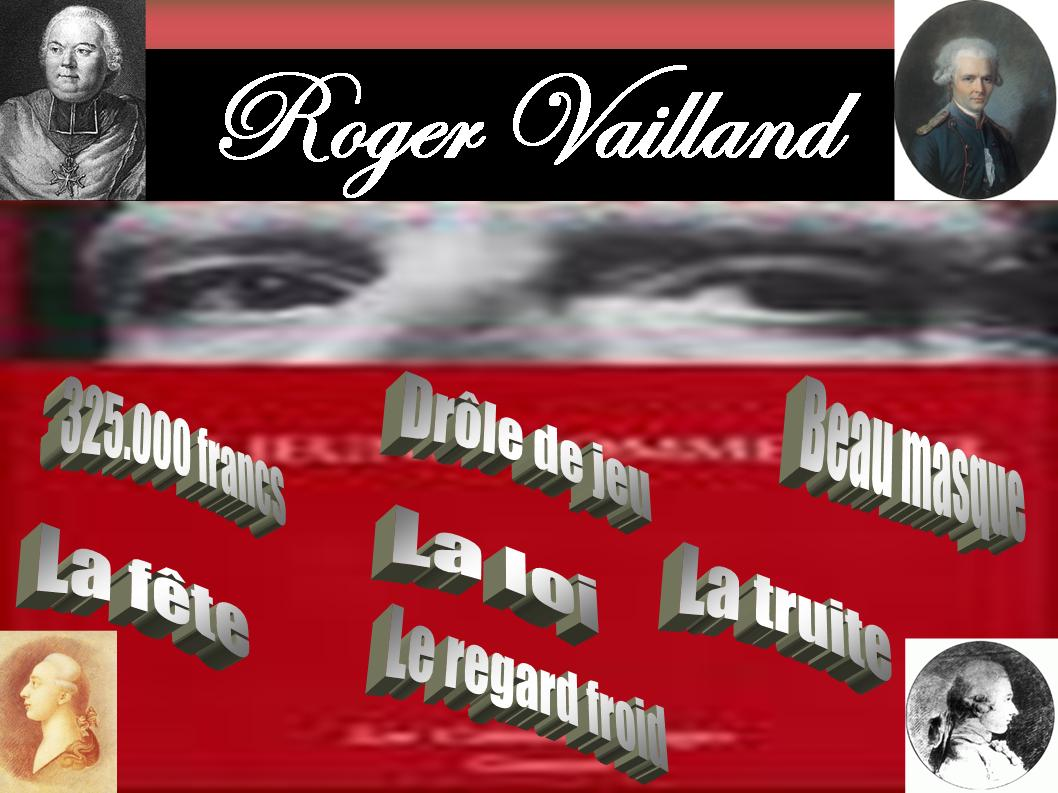
4 libertins célèbres : Bernis, Sade, Laclos et Don Juan

Monsieur Jean est une pièce de théâtre en trois actes écrite par l'écrivain Roger Vailland, troisième et dernière pièce écrite en 1959.

## Présentation et contenu

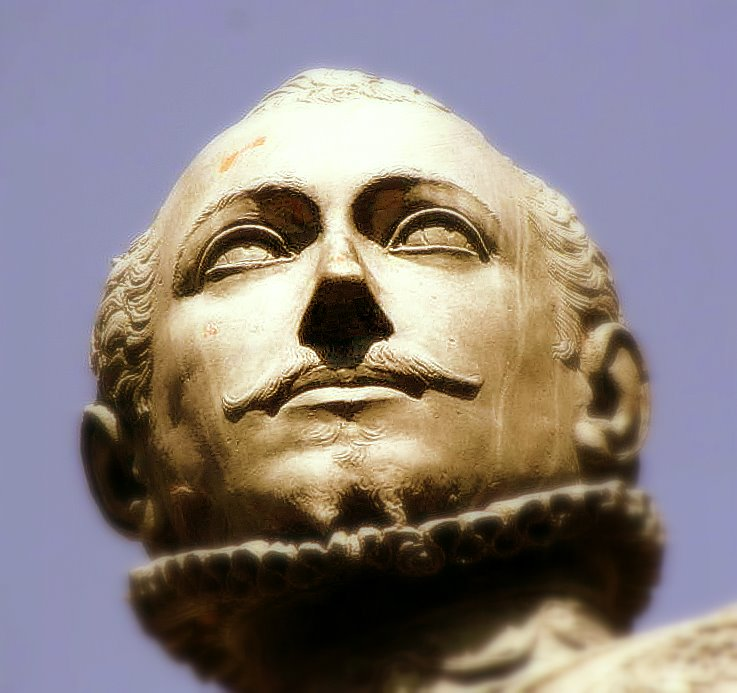
Buste de Don Juan (Monsieur Jean)

Roger Vailland met en scène ce mythe de Don Juan, traduction française Monsieur Jean, qui l'a tant fasciné. C'est chez lui une figure récurrente de ces figures de libertins qui l'ont influencé,. La pièce qu'il commence d'écrire en 1957 sera publiée en 1959 mais jouée seulement en 1976.
D'après une étude sur l'ouvrage Géométries du désir de René Girard, dans ce monde marqué par l'individualisme, Don Juan se trouve déplacé. Le Monsieur Jean de Roger Vailland «veut impressionner les belles femmes par sa lubricité ». Différence majeure, « Don Juan cherchait seulement à tromper les autres, Monsieur Jean cherche aussi à se tromper lui-même » (ce qui le rapprocherait des héros de Marivaux). Sa véritable filiation remonterait en fait au dandy du XIXe siècle avec son affectation d’indifférence.